# Thượng Hải (phim 2010)
Thượng Hải (tựa tiếng Anh: Shanghai) là một bộ phim trinh thám - chiến tranh - tâm lý Mỹ của đạo diễn Mikael Håfström thực hiện, phim công chiếu vào năm 2010. Shanghai có sự tham gia của dàn diễn viên John Cusack, Củng Lợi, Châu Nhuận Phát, Ken Watanabe và Jeffrey Dean Morgan.

## Nội dung
Vào khoảng thời gian vài tháng trước khi trận Trân Châu Cảng diễn ra, một người Mỹ tên Paul Soames (John Cusack thủ vai) đến Thượng Hải để tìm hiểu về cái chết của một người bạn - Conner (Jeffrey Dean Morgan thủ vai). Paul vốn là điệp viên bí mật của Mỹ, tại Thượng Hải, anh đã gặp Đại úy quân đội Nhật Bản Tanaka (Ken Watanabe thủ vai) cùng với hai vợ chồng ông trùm xã hội đen Anthony Lan Đình (Châu Nhuận Phát thủ vai) và Anna Lan Đình (Củng Lợi thủ vai). Paul kết bạn với Anthony sau khi cứu hắn thoát khỏi một cuộc tấn công của lực lượng kháng chiến Trung Quốc. Trong quá trình điều tra, Paul phát hiện ra một bí mật của tình báo Mỹ, Nhật Bản và Trung Quốc; đồng thời, anh và Anna đã phát sinh tình cảm với nhau.

## Diễn viên
- John Cusack vai Paul Soames
- Củng Lợi vai Anna Lan Đình
- Châu Nhuận Phát vai Anthony Lan Đình
- Ken Watanabe vai Đại úy Tanaka
- Jeffrey Dean Morgan vai Conner
- Rinko Kikuchi vai Sumiko
- David Morse vai Richard Astor
- Franka Potente vai Leni Müller
- Christopher Buchholz vai Karl Müller
- Ronan Vibert vai Mikey
- Nicholas Rowe vai Ralph
- Michael Culkin vai Billy
- Lý Nhã Kỳ vai Vũ nữ
- Vũ Thu Phương vai Vũ nữ
- Selina Lo vai Mei Ling

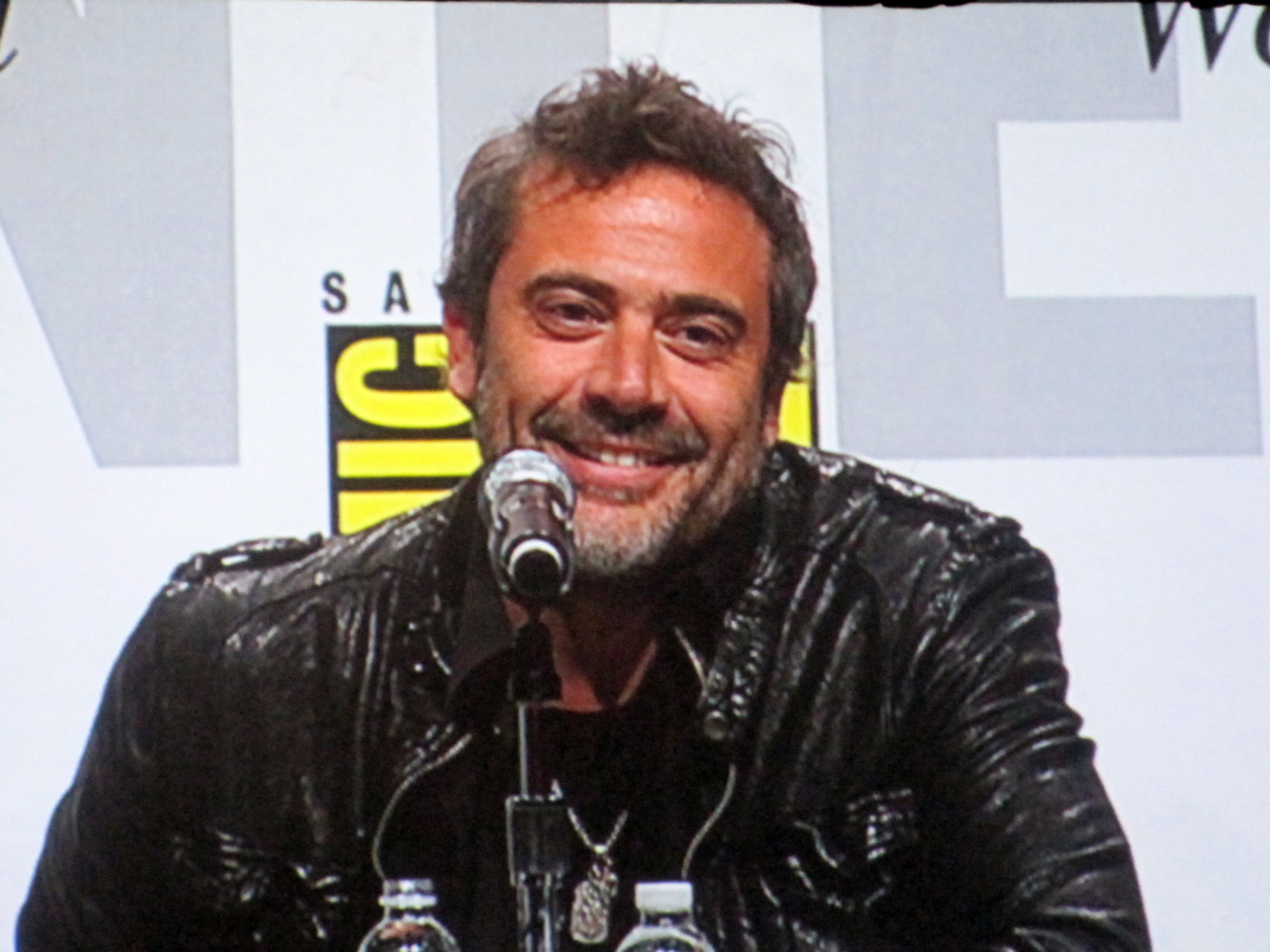
Jeffrey Dean Morgan
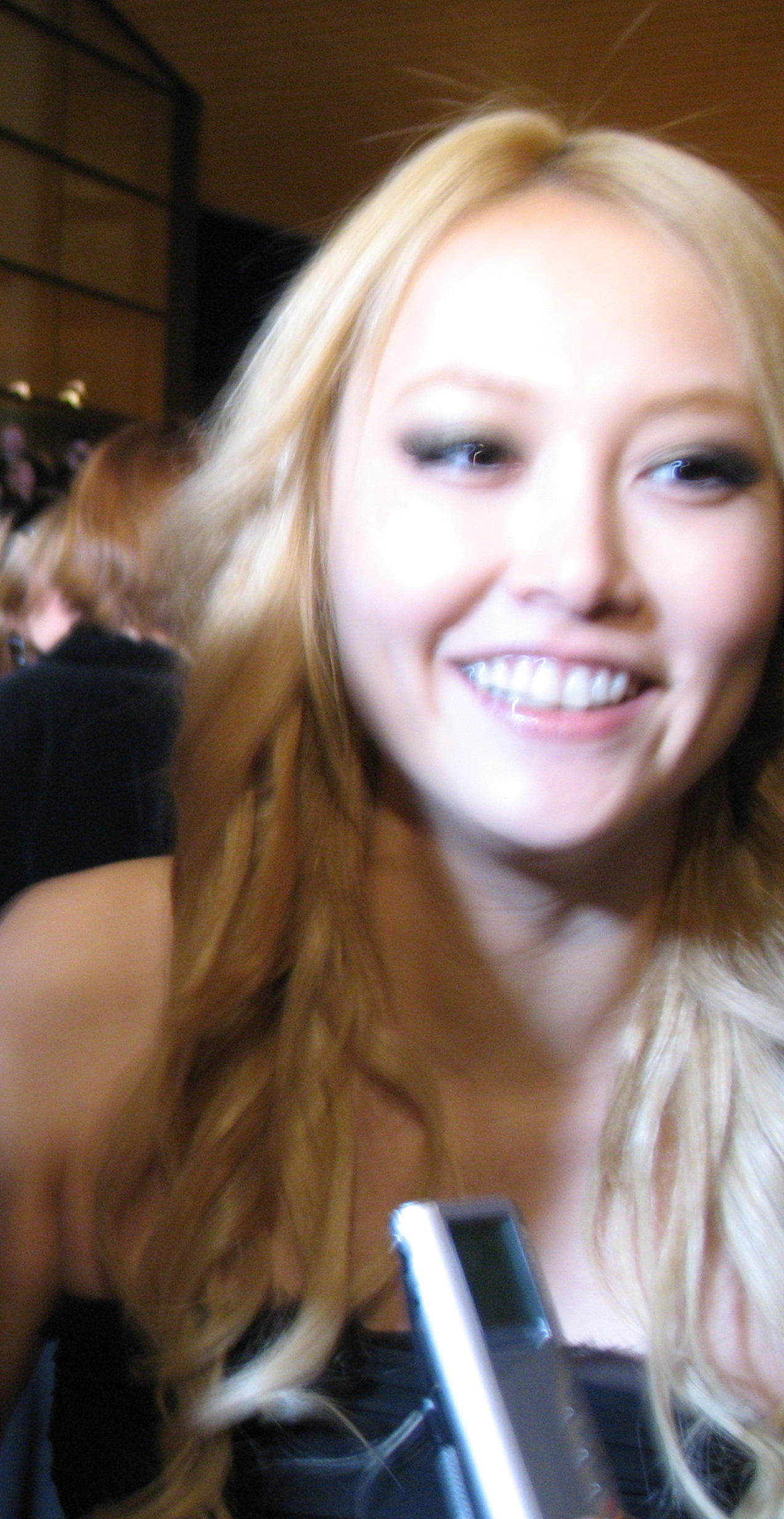
Rinko Kikuchi
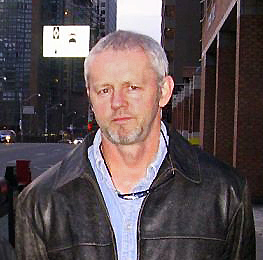
David Morse
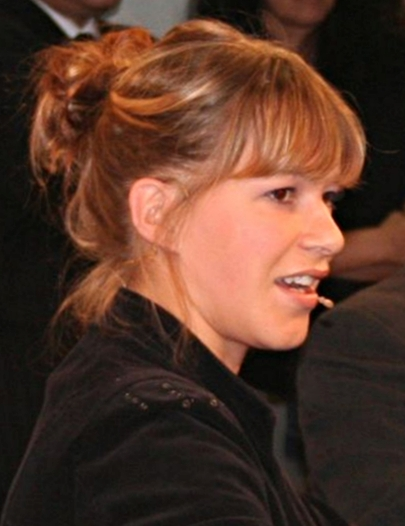
Franka Potente

## Sản xuất
Theo kế hoạch ban đầu, phim dự kiến sẽ tiến hành cảnh quay tại Thượng Hải. Lúc đầu, chính phủ Trung Quốc đồng ý cho phép quay nhưng sau đó họ lại đổi ý vì cho rằng phim có liên quan đến vấn đề ma túy và mại dâm, chỉ một tuần trước khi bấm máy. Đoàn làm phim đã phải chuyển sang chọn cảnh quay tại Bangkok. Tuy nhiên, nhận xét về trường quay mới, diễn viên Củng Lợi phát biểu:
| “ | Trường quay ở Thái Lan to và đẹp hơn trường quay ở Trung Quốc rất nhiều. Mọi thứ đều vượt quá sức tưởng tượng của chúng tôi... tất cả các bộ phim quay ở Thượng Hải trong tương lai có thể quay được ở đây | ” |

Các diễn viên người Việt Nam (Lý Nhã Kỳ, Vũ Thu Phương) cũng đã tới Bangkok để bấm máy. Một số cảnh quay khác được thực hiện tại Luân Đôn.

## Sự tham gia của diễn viên Việt Nam
Chỉ có 2 giây có Vũ Thu Phương và Lý Nhã Kỳ trong phim. Sau khi bộ phim Shanghai của đạo diễn Mikael Håfström trình chiếu tại Việt Nam, khán giả ngỡ ngàng bởi những chia sẻ trước đó của hai diễn viên được mời tham gia bộ phim này là Vũ Thu Phương và Lý Nhã Kỳ.
Theo thông tin được đăng tải trước đó, cả hai người  này đều đã có những cuộc tiếp xúc và trao đổi với báo chí về vai diễn của mình. Vũ Thu Phương cho biết cô tham gia Shanghai với vai thứ chính và phải diễn một số cảnh hành động, sử dụng từ ánh mắt đến nội tâm. Còn Lý Nhã Kỳ từng họp báo công bố về thời gian tham gia vai diễn (13 ngày, từ 6h sáng tới khuya) và sau khi tham gia với đoàn phim, trở về cô phải điều trị chấn động tâm lý vì tiếng nổ và bị chấn thương do một mảnh pháo bay vào mắt.